# Haplomelitta ogilviei
Haplomelitta ogilviei är en biart som först beskrevs av Cockerell 1932.  Haplomelitta ogilviei ingår i släktet Haplomelitta och familjen sommarbin. Inga underarter finns listade i Catalogue of Life.

## Bildgalleri

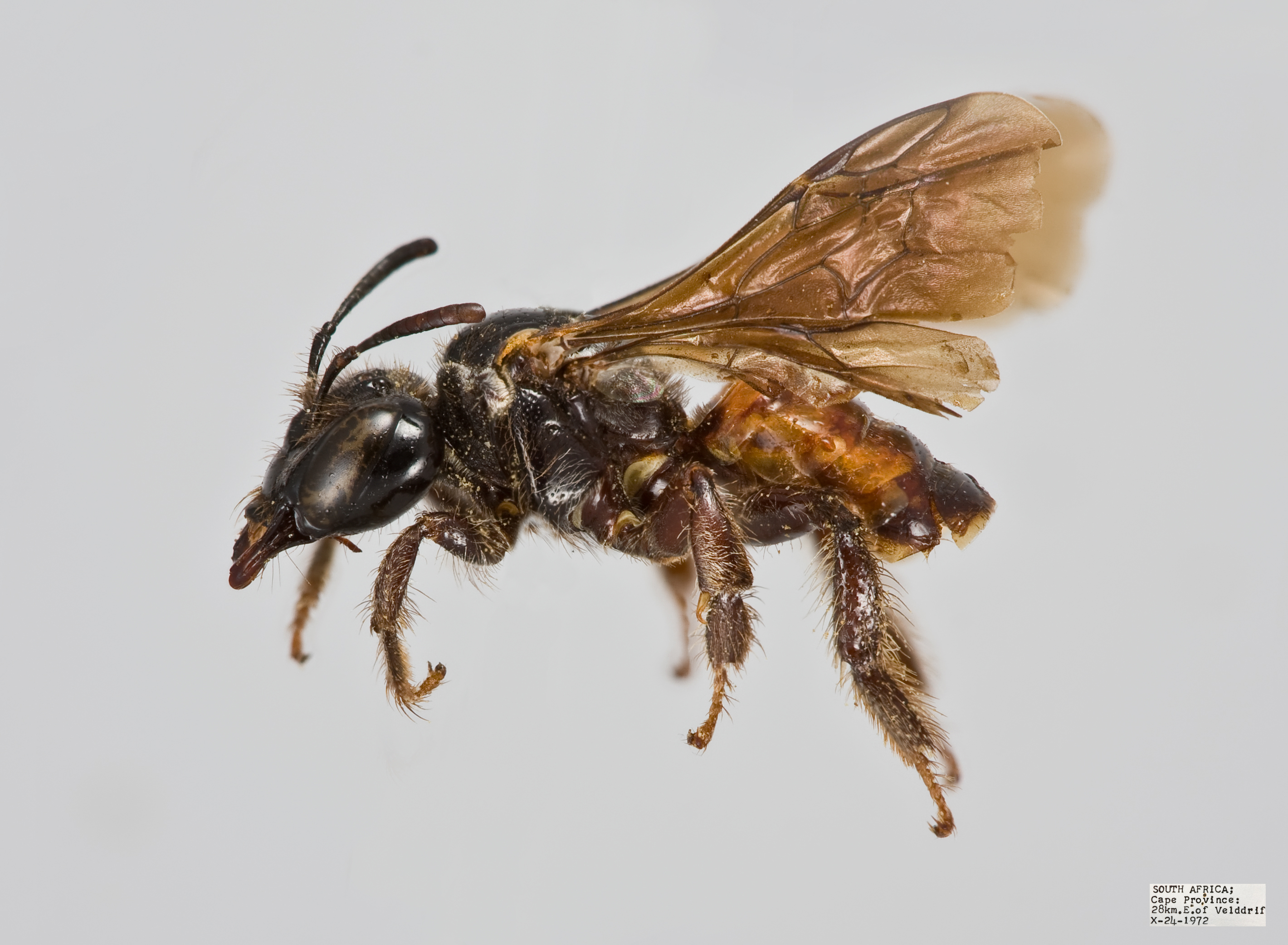
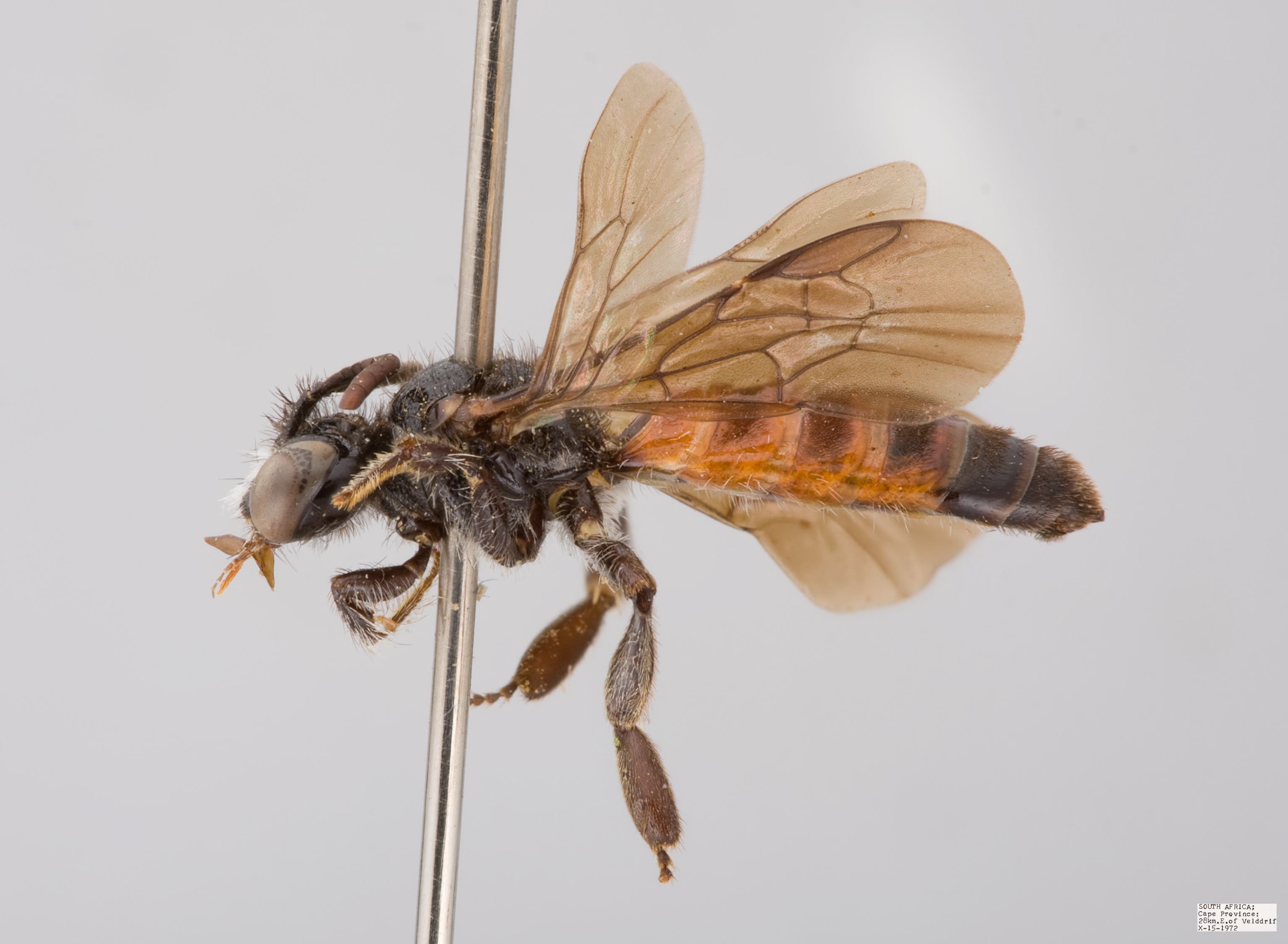